# Frank Mortelmans
Frank Mortelmans (ook: Fanck Mortelmans) (Antwerpen, 24 juli 1898 - Antwerpen, 4 april 1986) was een Belgisch pastelschilder, tekenaar en grafisch vormgever.

## Biografie
Frank Mortelmans was geboren op 24 juli 1898 te Antwerpen.
Mortelmans volgde tekenlessen bij de Koninklijke Academie voor Schone Kunsten, Academie van Berchem, in een private school in Brasschaat en even in het atelier voor dierenschilderen bij Frans Hens. In 1919 sluit hij zich aan bij de modernistische kring genaamd Lumière. De vereniging werd opgericht door Roger Avermaete, een vriend van Mortelmans. Vijf jaar later wordt hij leraar van de Vakschool voor Kunstambachten, die ook opgericht was door Roger Avermaete. Mortelmans blijft lesgeven aan de vakschool tot in 1946. Tijdens die periode sluit hij zich aan bij de kring 'Moderne Kunst'. In 1936 wordt Mortelmans leraar aan de Academie van Berchem en vanaf 1946 ook aan de Koninklijke Academie voor Schone Kunsten te Antwerpen. Daar krijgt hij de leiding over de nieuwe publiciteitsklas, waar veel van zijn grafisch werk wordt gemaakt. In 1958 wordt hij de directeur van de Berchemse Academie tot hij op pensioen gaat in 1968.
Frank Mortelmans overleed op 88-jarige leeftijd op 4 april 1986 te Antwerpen.

## Werk
Mortelmans was net zoals anderen in eerste plaats een kunstschilder, maar werd door verschuivingen in de reclamewereld definitief naar het culturele affiche gedreven. Zoals al eerder vermeld kreeg hij in 1946 de leiding over de publiciteitsklas. In die tijd was het gewoonlijk dat de stedelijke en provinciale overheden beroep deden op het kunstonderwijs wanneer ze een ontwerp voor een affiche nodig hadden. In die publiciteitsklas kregen de studenten de opdracht om posters te maken voor verscheidene culturele evenementen (bijvoorbeeld de tentoonstellingen van de kunstambachten die plaatsvonden in de stedelijke feestzaal van de Meir).
Vele van de affiches die door de studenten publiciteit zijn gemaakt zijn onder de naam van Mortelmans komen te staan door de grote invloed die hij had op het ontwerpproces.
De soepele, bijna vloeiende contouren van de affiches sluiten stilistisch aan bij de vormgeving van de jaren '40. Maar een gedetermineerde eigen stijl had Mortelmans niet echt.

## Affiches
- Tentoonstelling Kunstglasramen (1955)
- Provinciaal Nachtfeest (1952)
- Provinciebestuur van Antwerpen: Tentoonstelling Kunstambachten (1949)
- Stad Antwerpen: Beiaardconcerten (1949)
- Tentoonstelling 'Het Diamant' (1948)
- Algemeene Federatie der Vakbonden: Naar de 100.000 leden onvereenigde sluit U aan (1939)
- Tentoonstelling Moderne Kunst Feestzaal Meir (1934)
- Tentoonstelling Zilveren Kunstwerken (1955)
- Mariale Tentoonstelling (1951)
- Koninklijke Vereniging der Meester Banketbakkers van België: Nationale tentoonstelling en Vakwedstrijd (1948)
- Tentoonstelling Stadsfeestzaal Meir Week van het Stedelijk Onderwijs (1937)